# 철목련
《철목련》(영어: Steel Magnolias)은 1989년 개봉한 미국의 코미디 드라마 영화이다. 허버트 로스가 감독을 맡았으며, 로버트 할링이 쓴 동명 희곡을 영화화한 작품이다.

## 출연
- 샐리 필드
- 돌리 파튼
- 셜리 매클레인
- 대릴 해나
- 올림피아 두카키스
- 줄리아 로버츠
- 톰 스케릿
- 샘 셰퍼드
- 딜런 맥더멋
- 케빈 J. 오코너
- 빌 매커천
- 앤 웨지워스
- 놀 존슨
- 비비 베시
- 저닌 터너
- 제임스 윌첵
- 톰 호지스